# Sutton St James
Sutton St James est une paroisse civile et un village du Lincolnshire, en Angleterre.